# Horní Suchá
Horní Suchá är en ort i Tjeckien. Den ligger i den östra delen av landet, 290 km öster om huvudstaden Prag. Horní Suchá ligger 277 meter över havet och antalet invånare är 4 466.
Terrängen runt Horní Suchá är platt, och sluttar norrut.Runt Horní Suchá är det tätbefolkat, med 709 invånare per kvadratkilometer. Närmaste större samhälle är Ostrava, 14,9 km väster om Horní Suchá. Omgivningarna runt Horní Suchá är en mosaik av jordbruksmark och naturlig växtlighet.